# Hugo Leroy
Hugo Leroy (Astene, 26 juli 1940) is een Belgisch politicus voor Open Vld. 

## Levensloop
Zijn grootvader, August Leroy, was meerdere decennia burgemeester van Astene. Zijn vader Maurice Leroy was schepen in Deinze, waar zijn broer Sylvain in 1976 OCMW-voorzitter zou worden. Hugo Leroy ging naar de lagere school in Astene. Hij ging tot zijn 14de naar de middelbare school in Aarsele, waar hij houtbewerking en metaal volgde. Hij werd zaakvoerder van het veevoederbedrijf Leroy in Asper.
Hij werd actief in de gemeentepolitiek en werd gemeenteraadslid. Hij was ook 10 jaar schepen in Gavere. Hij werd burgemeester van Gavere in 1998, toen Carlos Dierickx, die meer dan 80 jaar was en 46 jaar burgemeester was geweest, midden de legislatuur het burgemeesterschap overdroeg. Leroy werd herkozen in 2000, 2006 en 2012 met de lijst Open Vld-VOG (Vrije Onafhankelijke Gemeentebelangen).
Leroy kreeg de bijnaam "sheriff", onder meer wegens zijn voorliefde voor Amerika en omdat hij soms 's nachts rondrijdt in zijn gemeente. In 2009 ontstond er ophef omdat hij in het televisieprogramma Man bijt hond openlijk de vuurwapens in zijn slaapkamer toonde, waarvoor hij door gouverneur André Denys tot de orde werd geroepen. In 2011 werden Leroy en een bedrijfsleider veroordeeld wegens smaad aan een politie-inspecteur, wegens een lasterlijke aangifte van de inspecteur bij het Comité P en de Procureur des Konings in Gent.
In 2015 werd hij als burgemeester opgevolgd door Denis Dierick. Leroy bleef wel zetelen als gemeenteraadslid.